# Chorebus crassitelus
Chorebus crassitelus är en stekelart som först beskrevs av Léon Abel Provancher 1886.  Chorebus crassitelus ingår i släktet Chorebus och familjen bracksteklar. Inga underarter finns listade i Catalogue of Life.